# Orobica
Orobica hoặc Valgerola là một giống dê trong nước từ Val Gerola ở tỉnh Sondrio, ở dãy núi Bergamo Alps phía bắc nước Ý. Giống này được nuôi dưỡng ở Val Gerola và Valchiavenna ở tỉnh Sondrio, trong Alto Lario Occidentale, Valsassina và Val Varrone ở tỉnh Como, và ở phía trên Val Brembana ở tỉnh Bergamo. Nguồn gốc của giống dê này chưa được biết; nó được ghi chép đầu tiên vào đầu thế kỷ XX. Orobica là một trong tám giống dê nội địa của Ý, trong đó một cuốn sách lai về gia phả được Associazione Nazionale della Pastorizia, hiệp hội chăn nuôi cừu quốc gia Ý ghi chép và phát hành.
Vào cuối năm 2013, số lượng cá thể giống này đã đăng ký là 1109.

## Đặc điểm
Dê Orobica có kích thước trung bình; con đực nặng trung bình 80 kg, con cái khoảng 65 kg. Cả hai giới đều có sừng dài và tai dựng lên. Bộ lông của loài này khá bóng, bao gồm lông dài mịn, với các màu sắc khác nhau từ toàn màu xám đến màu tím-be.
Vì những lý do không rõ ràng, Valgerola, trong khi luôn được mô tả như là một từ đồng nghĩa của Orobica, được báo cáo riêng cho DAD-IS, và được đưa vào danh sách các giống dê bị hạn chế phân phối của Bộ trưởng delle Politiche Agricole Alimentari e Forestali, Bộ Nông nghiệp Ý. Các con số được báo cáo bởi Associazione Nazionale della Pastorizia, nhưng không có dữ liệu nào được đưa vào. Có hai tiêu chuẩn giống chính thức, một cho "Razza Orobica" và một cho "Orobica o Valgerola".